# Брукс (Міннесота)
Брукс (англ. Brooks) — місто (англ. city) в США, в окрузі Ред-Лейк штату Міннесота. Населення — 117 осіб (2020).

## Географія
Брукс розташований за координатами 47°49′0″ пн. ш. 96°0′12″ зх. д. / 47.81667° пн. ш. 96.00333° зх. д. (47.816614, -96.003416).  За даними Бюро перепису населення США в 2010 році місто мало площу 3,03 км², уся площа — суходіл.

## Демографія
Згідно з переписом 2010 року, у місті мешкала 141 особа в 60 домогосподарствах у складі 36 родин. Густота населення становила 47 осіб/км².  Було 66 помешкань (22/км²).
Расовий склад населення:
| - 96,5 % — білих - 1,4 % — азіатів - 0,7 % — корінних американців |

До двох чи більше рас належало 1,4 %. Частка іспаномовних становила 0,7 % від усіх жителів.
За віковим діапазоном населення розподілялося таким чином: 25,5 % — особи молодші 18 років, 56,1 % — особи у віці 18—64 років, 18,4 % — особи у віці 65 років та старші. Медіана віку мешканця становила 37,5 року. На 100 осіб жіночої статі у місті припадало 98,6 чоловіків;  на 100 жінок у віці від 18 років та старших — 101,9 чоловіків також старших 18 років.
Середній дохід на одне домашнє господарство  становив 52 785 доларів США (медіана — 27 250), а середній дохід на одну сім'ю — 81 471 долар (медіана — 36 563). За межею бідності перебувало 25,8 % осіб, у тому числі 8,3 % дітей у віці до 18 років та 47,6 % осіб у віці 65 років та старших.
Цивільне працевлаштоване населення становило 60 осіб. Основні галузі зайнятості: роздрібна торгівля — 21,7 %, транспорт — 18,3 %, науковці, спеціалісти, менеджери — 13,3 %, виробництво — 11,7 %.